# 히가시나스노촌
히가시나스노촌(東那須野村)은 도치기현 나스군의 북동부, 나스군에 속했던 촌이다.

## 역사
- 1889년 4월 1일 - 정촌제 시행에 의해 나스군 히가시나스노촌이 성립하였다.
- 1955년 1월 1일 - 나베카케촌, 다카바야시촌과 합병해 구로이소정이 성립하여, 동일 히가시나스노촌이 폐지되었다.